# 키다라족
키다라 또는 키다라 훈은 4세기와 5세기에 박트리아와 중앙아시아와 남아시아의 인접 지역을 통치했던 왕조였다. 키다라는 인도에서 후나족으로, 유럽에서는 치온족으로 집합적으로 알려진 복잡한 민족에 속했으며 시온족과 동일한 것으로 간주될 수도 있다. 5세기 동로마 역사가 프리스쿠스는 그들을 키다라 훈족 또는 "키다라족인 훈족"라고 불렀다. 후나/치온족은 비슷한 시기에 동유럽을 침공한 비슷한 시기에 동유럽을 침략한 훈족들과 종종 연관된다. 키다라족은 약 1세기 후에 이들을 대체한 에프탈과는 완전히 다르다.
키다라는 그들의 주요 통치자 중 한 명인 키다라 1세(중국어: 寄多羅Jiduoluo, 고대 발음: Kjie-ta-la ) 의 이름을 따서 명명되었다. 키다라는 라틴어 출처에서 "케르미치온족"(이란 Karmir Xyon 에서 유래) 또는 "적훈족"로 알려진 후나족 무리의 일부인 것으로 보인다. 키다라족은 중앙아시아에 4개의 주요 후나 국가 중 첫 번째 국가를 세웠고 알촌, 에프탈 및 네자크가 그 뒤를 이었다.
서기 360~370년에 이전에 사산 제국이 통치하던 중앙아시아 지역에 키다라 왕조가 세워져 박트리아의 쿠샨-사산 왕조를 대체했다. 이후 사산 제국은 대충 메르브에서 멈췄다. 그 다음으로, 서기 390-410년경에 키다라족은인도 북서부를 침공하여 펀자브 지역에 있던 쿠샨 제국의 잔재를 대체하였다.